# مهرجان تيلورايد السينمائي

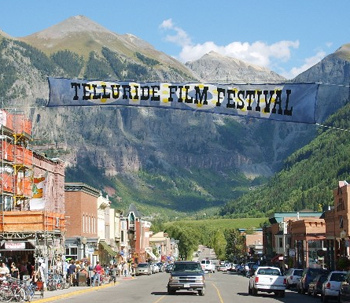

مهرجان تيلورايد السينمائي (بالإنجليزية: Telluride Film Festival)‏ هو مهرجان سينمائي يقام في مدينة تيلورايد بولاية كولورادو الولايات المتحدة، خلال عطلة نهاية أسبوع عيد العمال (أول يوم اثنين من شهر سبتمبر). أُقيمت الدورة الحادية والخمسون للمهرجان في الفترة من 30 أغسطس إلى 2 سبتمبر 2024.
تاريخ المهرجان: تأسس المهرجان عام 1974، ومنذ ذلك الحين أصبح منصة لعرض الأفلام المميزة من جميع أنحاء العالم، بالإضافة إلى تكريم صانعي الأفلام والممثلين البارزين. 
البرامج والفعاليات: يتضمن المهرجان عروضًا لحوالي 60 فيلمًا، بما في ذلك الأفلام الروائية والقصيرة وبرامج الإحياء، ممثلةً 26 دولة. بالإضافة إلى ذلك، يُنظم المهرجان تكريمات لصانعي الأفلام، وحوارات، وندوات، وبرامج للطلاب، وفعاليات احتفالية.
الجوائز والتكريمات: يُقدم المهرجان "ميدالية تيلورايد الفضية" تكريمًا للمساهمات البارزة في صناعة السينما. في الدورة الحادية والخمسين، تم تكريم المخرج الفرنسي جاك أوديار، والممثلة الأيرلندية سيرشا رونان، والمحررة الأمريكية ثيلما شونماكر. كما مُنحت "الميدالية الخاصة" لشركة الإنتاج الفرنسية "ليه فيلم دو لوزانج".

## وصلات خارجية
- مهرجان تيلورايد السينمائي الموقع الرسمي.